# Предоле
Предоле (словен. Predole) — поселення в общині Гросуплє, Осреднєсловенський регіон, Словенія. Висота над рівнем моря: 390,8 м.